# Débora Arango
Débora Arango (Medellín, 11 de novembre de 1907 - Envigado, 4 de desembre de 2005) fou una pintora expressionista colombiana. Filla de Castor Maria Arango Díaz i d'Elvira Pérez, va estudiar entre 1920 i 1960 arts plàstiques i pintura en diferents instituts de Medellín, a l'Escola Nacional de Belles Arts, Ciutat de Mèxic DF i al Technical College of Reading, Londres.
Després va ocupar un càrrec com a professora al Palau de Belles Arts de Medellín des de 1933 fins a 1935.
Al llarg de la seva vida va rebre nombroses condecoracions i reconeixements a Colòmbia per la seva obra plàstica; va participar diverses vegades en el Saló Nacional d'Artistes de Colòmbia, on suscitaria nombroses controvèrsies per ser la primera dona al seu país que va pintar nus en la seva època, a més de retratar importants polítics com animals, el que li va valer la censura d'algunes personalitats, entre elles la del general Francisco Franco, que va tancar una exposició seva a Madrid el 1955.
Algunes de les seves pintures més reconegudes són: "Les monges i el cardenal", "El dinar dels pobres", "El Crist", "Fugida del convent", "La monja intel·lectual", "Al jardí", "Ballarina a descans", "Els vaixells de càrrega", " Els escorxadors", " Clavell vermell "i "La Maruchenga".
La pintora va donar a la regió i al país, per mitjà del Museu d'Art Modern de Medellín (MAMMA) el 1987, 233 de les seves obres, les quals poden ser apreciades i valorades actualment en aquest museu.
La seva obra és classificada com a expressió que cerca reflectir: El Polític, El Social, El Religiós, la Dona, L'Urbà, La Lúdica, des de la concepció i sensibilitat de l'artista, segons es consigna en el document Débora Arango, patrimoni viu, patrimoni Artístic, publicat pel Museu d'Art Modern de Medellín.

## Biografia
Va néixer el dia 11 de novembre de 1907 a Antioquia, Medellín. Va ser filla fruit del matrimoni format pel comerciant Cástor María Arango Díaz, i l'Elvira Pérez. Va ser la setena filla d'onze germans a una familia de classe alta.
Des de ben petita, ja era rebel. Sovint, amb alguns familiars es vestia d'home i sortia a muntar a cavall, una activitat, que, en el context de la seva infància, estava censurada per a les dones, era "cosa d'homes".
Quan va començar a pintar, la Liga de la Decencia de Medellín, va criticar i fer queixes reiteradament degut a el immoralitat dels seus quadres.
El seu estil va anar acord amb la seva vida, i va tenir una nova faceta que es va caracteritzar per la sàtira política degut a la violència i el difícil ambient que havia al moment. Utilitzà metàfores animals per referenciar aspectes polítics, com a La Salida de Laureano. Cada vegada més, el seu art està més referenciat a les crítiques polítiques i socials.
Abans de morir, va ensenyar al seu deixeble Joaquín Restrepo, escultor i pintor, els seus coneixements.

## Context
Al llarg d'una carrera que va durar gairebé vuit dècades, Arango va desafiar constantment la tradició i provocar controvèrsia en les seves obres. Van ser les seves pintures de cossos femenins que van provocar el debat; etiquetats com a obscenos per l'Església Catòlica, també foren recarregats pel públic i altres artistes. El paper de la dona a la societat és un tema principal a moltes obres de Arango. Representava imatges a les dones d'una manera que no es veien normalment: per exemple, les prostitutes o les dones a presó. L'estil expressionista que empra a Justícia (1942) cridarà l'atenció sobre els efectes negatius que la prostitució pot tenir a les dones. A Amanecer (1940), es representa una escena de la vida nocturna urbana, que explora els rols de les dones com a secundaris dels homes. Cap altre artista colombià va explorar aquests temes de dones en el món en aquest moment, és el que fa més provocatius i innovadors.
El 1944, Arango va unir un grup d'artistes que, igual que els muralistes mexicanes de l'època, van destacar la importància de l'art públic, accessible per a tots. Aquest grup va escriure un manifest de les seves idees que es presentava com "Manifest dels Independents", emfatitzant el seu disseny d'utilitzar l'art per il·luminar al públic. Arango també va ser una de les primeres persones que utilitzava la seva obra d'art per a desafiar a l'actual govern colombià. Als anys cinquanta i posteriorment, en un període anomenat "La violència"; Com es va suggerir el títol, es preveia que la violència i el govern fossin directament responsables de gran part d'ella, fins i tot organitzant massatges de la seva gent. Va haber una guerra civil entre liberals i conservadors, i es va allotjar, a la seva part major, a través de guerra de guerrilles. El tren de la mort, El cementeri de la xusma i / o el meu cap il·lustren els seus missatges i un missatge fort en contra de les accions d'aquest govern durant aquest període.

## Principals obres
- Amanecer,1940, Museo de Arte Moderno de Medellín.
- Primera Comunión, 1942, Museo de Arte Moderno de Medellín.
- Hermanas de la Caridad, 1942, Museo de Arte Moderno de Medellín.
- Adolescencia, 1944, Museo de Arte Moderno de Medellín.
- Justicia, 1944, Museo de Arte Moderno de Medellín.
- La masacre del 9 de abril de 1950, Museo de Arte Moderno de Medellín.
- El Tren de la Muerte, 1950, Museo de Arte Moderno de Medellín.
- El cementerio de la chusma y/o Mi Cabeza, 1950, Museo de Arte Moderno de Medellín .
- La República, 1950, Museo de Arte Moderno de Medellín.
- La huelga estudiantil, 1957, Museo de Arte Moderno de Medellín.
- Junta Militar, 1957, Museo de Arte Moderno de Medellín.